# Île de Reuilly
L’île de Reuilly est l’une des deux îles du lac Daumesnil dans le bois de Vincennes à Paris en France. Elle est reliée à l’est par un pont aux rives du lac et à l’ouest par un autre pont à l’île de Bercy.
L’île de Reuilly est rattachée administrativement au quartier du Bel-Air du 12e arrondissement de Paris. 

## Caractéristiques
L’île de Reuilly, est une île artificielle d’une superficie d’environ 2,5 hectares. Grossièrement en forme de haricot, elle mesure 300 m de long dans sa plus grande longueur et au maximum 100 m de large. Elle occupe le centre du lac Daumesnil, à l’extrémité ouest du bois de Vincennes. L’île de Bercy, de forme et de taille similaire, est située immédiatement à l’ouest.
L’île a été créée lors de l’aménagement de cette partie du bois de Vincennes et de la construction du lac Daumesnil. Elle est reliée à la rive sud-est du lac à partir de la promenade Maurice-Boitel par un petit pont suspendu d’une vingtaine de mètres de long. À l’ouest, un deuxième pont similaire la relie à l’île de Bercy. Un sentier permet de faire le tour de l’île. Une partie de ce sentier, sous le nom de « route des Îles », est accessible aux véhicules à moteur et leur permet d’accéder au restaurant.

## Équipements
À son extrémité est, l’île de Reuilly arbore une grotte et une cascade artificielles créées vers 1860 par l’architecte Gabriel Davioud et surplombé par un kiosque romantique inspiré — tout comme sa réplique quasi identique dite du « temple de la Sybille » de l’île du Belvédère du parc des Buttes-Chaumont construite en 1866 — du temple de Vesta situé à Tivoli près de Rome en Italie.
L’ouest de l'île est occupé par un chalet suisse acheté par la mairie de Paris pour l’exposition universelle de 1867, et confié en concession au restaurant « le Chalet des îles Daumesnil » peint par Maurice Boitel, dont le nom a été donné à la promenade ceinturant le Lac Daumesnil .
La partie nord-ouest est occupée par un minigolf.

## Flore
Un érable d'Italie s'élève à côté du restaurant. Planté en 1870, il mesurait 15 m de haut et 1,60 m de circonférence en 2011.